# Plectorhinchus harrawayi
Plectorhinchus harrawayi är en fiskart som först beskrevs av Smith 1952.  Plectorhinchus harrawayi ingår i släktet Plectorhinchus och familjen Haemulidae. Inga underarter finns listade i Catalogue of Life.